# CSS Muscogee

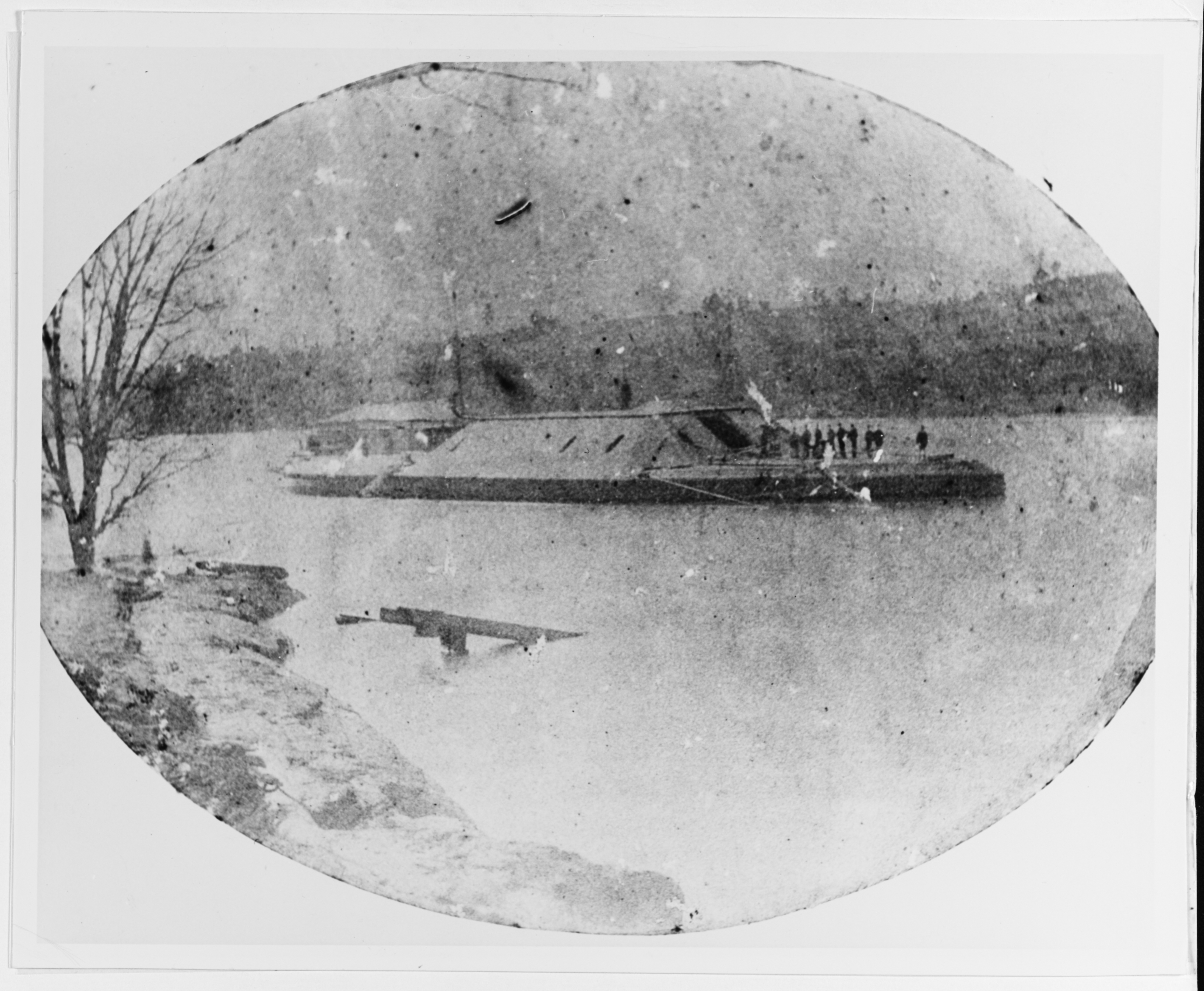
Фотографія броненосного тарану Muscogee

CSS Muscogee — броненосний таран, побудований для військово-морських сил Конфедерації під час Громадянської війни у США. Корабель носив назву «Muscogee» під час побудови i до моменту спуску на воду, після чого в уцілілих документах Конфедерації він називається «броненосний таран Jackson.» Не збереглося жодних офіційних пояснень зміни імені.

## Історія
Броненосець почали будувати 1862 року в Колумбусі (Джорджія) на березі Чаттахучі та був зарахований до складу флоту як CSS Jackson у грудні 1864. Columbus Naval Iron Works поставили машини для корабля. Побудова броненосця була ускладнена численними проблемами та затримками, які власне призвели до того, що він так і не взяв участі у бойових діях.
16 квітня 1865 року, все ще у процесі добудови, «Jackson» був підпалений, а потім потоплений кавалеристами Союзу під час рейду Вілсона у ході битви при Колумбусі. Цю битву часто називають «Останньою битвою Громадянської війни.»